# Accertamento sanitario obbligatorio
L'accertamento Sanitario Obbligatorio (A.S.O.) è un istituto giuridico dell'ordinamento italiano, che consiste nel sottoporre a visita medica una persona con problemi psichici critici che non accetti di sottoporsi volontariamente ad essa. 
Per ottenere l'A.S.O. è necessario un certificato medico; per attivare l'A.S.O., sia nei casi urgenti (entro 2 giorni) sia in quelli non urgenti (al massimo 7 giorni) è necessaria una ordinanza del Sindaco, che viene emessa solamente dopo la consegna del certificato medico.
L'esito dell'A.S.O. può essere:
- negativo, nel caso il paziente non mostri una necessità di trattamento;
- positivo, e quindi sfocerà in un trattamento sanitario volontario nel caso il paziente accetti le cure;
- interlocutorio, se il medico prevede di rivisitare entro 72 ore il paziente prima di assumere una nuova decisione;
- media criticità, che prevede il Trattamento Sanitario Obbligatorio (T.S.O.).
- altamente critico, che evidenzia una situazione di urgenza e prevede il trasporto del paziente presso il più vicino dipartimento di emergenza psichiatrica per un trattamento sanitario.